# Ascensão (misticismo)
A Ascensão (latim ascensio) ou ainda Assunção (do latim Assumptione) é uma crença sustentada por várias religiões e tradições. Desde que a morte é geralmente considerada o final normal para a vida de um indivíduo na Terra e o início da vida após a morte, entrar no céu sem antes morrer é considerado excepcional e, geralmente, um sinal de reconhecimento especial de Deus.

## Cristianismo
Na liturgia católica, chama-se Ascensão a subida de Cristo para o Céu quarenta dias depois de ressuscitado; e também a festa instituída para celebrar este mistério.
O Dia de Pentecostes também começou como festa unificadora, incluindo originalmente a comemoração da Ascensão.

### Catolicismo e Anglicanismo
A Igreja Católica Apostólica Romana e a Comunhão Anglicana distinguem entre "A Ascensão", em que Cristo ressuscitou ao céu por seu próprio poder, e "A Assunção", em que Maria, mãe de Jesus, foi elevada ao Céu pelo poder de Deus.
Em 1º de novembro de 1950, o Papa Pio XII, na qualidade ex cathedra, emitiu o Munificentissimus Deus declarando a Assunção de Maria, em corpo, aos Céus, cuja crença vinha sendo cultuada desde o século VI. O documento diz Na Seção 44, o Papa declarou:

(...) com a autoridade de nosso Senhor Jesus Cristo, dos bem-aventurados apóstolos s. Pedro e s. Paulo e com a nossa, pronunciamos, declaramos e definimos ser dogma divinamente revelado que: a imaculada Mãe de Deus, a sempre virgem Maria, terminado o curso da vida terrestre, ascendeu em corpo e alma à glória celestial.

## Simão Mago
Simão Mago, um gnóstico do primeiro século, impressionava os populares com sua magia, mas como não conseguiu sobrepujar os apóstolos, ofereceu-lhes dinheiro para que dividissem seus poderes com ele. Desmoralizado, Simão tentou levitar, mas uma prece de Pedro fez com que o mago despencasse e morresse. No século XIII, outra interpretação dava conta de que a levitação de Simão teria sido obra de demônios e que Pedro os tinha dispersado.